# Isaac Erter
Isaac Erter est un satiriste juif de langue hébraïque, né en 1792 à Koniuszek près de Przemyśl en Galicie (province de l'empire d'Autriche formée à partir de territoires polonais annexés lors du premier partage de la Pologne) et mort en 1851 à Brody.

## Biographie
La première partie de sa vie est pleine de difficultés et de luttes. Après avoir fréquenté pendant plusieurs années avec les Hassidim, il s'installe à Lemberg (actuellement Lviv en Ukraine) et grâce à l'aide de quelques amis, tels que Solomon Judah Loeb Rapoport, Nachman Krochmal et d'autres, il peut donner des cours d'hébreu à quelques élèves. Mais cette période relativement heureuse ne va durer que trois ans, de 1813 à 1816.   
Jacob Orenstein, grand-rabbin de Lemberg, ayant eu connaissance de l'existence parmi ses fidèles d'un petit groupe étudiant des sujets séculiers, décide de tous les excommunier. Privé de ses élèves, son unique moyen d'existence, il décide de s'installer dans la ville voisine de Brody. Après avoir vécu d'expédients pendant un certain temps, il décide alors d'étudier la médecine. 
En 1825, Erter entre à l'université Semmelweis où il étudie la médecine pendant cinq ans et passe tous les examens prescrits. Il exerce alors sa nouvelle profession dans différentes villes de Galicie, y compris Brody, où il se rend très populaire parmi les pauvres et les nécessiteux auxquels il pratique des soins gracieusement. 
Il rédige un nombre de satires en hébreu, qui lui assurent une place majeure parmi les satiristes hébraïsants de l'époque. Pendant un certain temps, il édite un périodique dénommé He-Haluz (Le pionnier), dont le principal but est de promouvoir la culture et l'esprit des Lumières parmi les Juifs galiciens. Le périodique soutient aussi l'établissement de colonies agricoles en Galicie à l'intention des jeunes Juifs et pour cela recevra quelque argent de Vienne.
Ester est surtout renommé pour ses satires, publiées sous le titre de Ha-Ẓofeh le-Bet Yisrael (La sentinelle de la maison d'Israël) avec une biographie de l'auteur et une introduction de Max Letteris à Vienne en 1858 et rééditées en 1864. Elles sont au nombre de six, admirables aussi bien en forme qu'en style. Elles portent les titres Mozne Mishḳal (Les poids de la balance); Ha-Ẓofeh be-Shubo mi-Karlsbad (Le guetteur revenant de Carlsbad); Guilgoul ha-Nephesh (Transmigration de l'âme) ; Tashlikh; Telunat Sani we-Sansani we-Samangaluf et Ḥasidut we-Ḥokmah (Hassidisme et sagesse).

## Guilgoul ha-Nephesh
Sa plus célèbre satire, Guilgoul ha-Nephesh, raconte les nombreuses aventures d'une âme pendant sa longue carrière terrestre, comment celle-ci passe d'un corps dans un autre, et comment il lui est arrivé de passer du corps d'un âne dans celui d'un médecin. L'âme donne au médecin les recommandations suivantes qui, s'il les observe, lui apporteront succès et richesse dans sa profession:        
« * Poudrez vos cheveux de blanc, et gardez sur la table de votre cabinet un crâne humain et quelques squelettes d'animaux. Ceux qui viendront pour obtenir votre avis médical penseront alors que vos cheveux sont devenus blancs par une étude et un surmenage  constants.
* Remplissez votre bibliothèque de gros livres, richement reliés en rouge et or. Bien que vous ne les ayez jamais ouverts, les gens seront impressionnés par votre sagesse.
* Vendez ou gagez n'importe quoi si nécessaire, afin d'avoir votre carrosse personnel.
* Si vous êtes appelé auprès d'un patient, faites moins attention à lui qu'à ceux qui sont autour de lui. En quittant la chambre du malade, prenez une mine grave et annoncez que le cas est des plus critiques. Si le patient décède, tout le monde comprendra que vous aviez prévu sa mort. Si au contraire, le malade se remet, ses proches et amis vous attribueront naturellement tout le mérite de sa guérison.
* Évitez autant que possible d'avoir affaire à un pauvre, car il ne vous fera mander que dans des cas désespérés et sans espoir, dont vous ne gagnerez ni honneur ni rémunération en les assistant. Laissez les attendre en dehors de votre maison, de façon que les passants soient étonnés de la foule qui attend patiemment pour obtenir vos soins. 
* Considérez tout médecin comme votre ennemi naturel, et parlez toujours de lui avec le plus grand dénigrement. S'il est jeune, vous devez dire qu'il n'a pas eu suffisamment d'expérience; s'il est vieux, vous devez déclarer que sa vue est mauvaise ou qu'il est plus ou moins détraqué et qu'on ne peut lui faire confiance dans les cas importants. Quand vous assistez à une consultation avec d'autres médecins, vous devez agir sagement en protestant fortement contre le traitement antérieur prescrit par vos collègues. Quel que soit l'issue de la maladie, vous serez toujours plus en sûreté. »
Erter a écrit aussi des poèmes en vers en hébreu, mais d'après Graetz, ils ne valent pas sa prose qui ressemble en plusieurs aspects à celle d'Heinrich Heine.

## Les sujets de ses satires
« Les sujets traités dans les satires sont l'hypocrisie, l'ignorance et la superstition, qui d'après le point de vue d'Erter, caractérisent le monde hassidique; les rabbins qui sont accusés de pédanterie, de poursuivre une gloire personnelle et de plagiat littéraire; et les responsables de la communauté juive, condamnés pour leur corruption. L'ironie est également dirigée, mais à moindre mesure contre les maskillim, qui ignorent la situation critique de leurs frères, et contre les collègues d'Erter, les médecins qui insultent leur profession soit par leur ignorance soit par leur recherche de gloire et de gain. »